# Burr Oak (Kansas)
Burr Oak – miasto w Stanach Zjednoczonych, w stanie Kansas, w hrabstwie Jewell.